# Axel Haartman
Axel August Haartman, född 14 januari 1877 i Åbo, död 15 oktober 1969 i Nådendal, var en finländsk målare och författare (under pseudonymen Axel Gabriels).
Efter konststudier bl.a. i Köpenhamn, München och Paris var Haartman som intendent för konstmuseet 1923–1954 en central gestalt inom konstlivet i Åbo; han var vidare bl.a. vice ordförande (1925–1931), sekreterare (1931–1944) och ordförande (1944–1956) i Åbo konstförening. 1907–1910 verkade han som lärare vid Åbo ritskola. Han målade i en personlig anda landskap och småstadsinteriörer fyllda av stämning, men också kultiverade, uttrycksfulla porträtt samt stilleben. Vid sidan av några skönlitterära arbeten (Spegeln, 1912, och Det röda glaset, 1942) utgav han bl.a. verken Konstföreningen i Åbo 1891–1916 (1916), Victor Westerholm (1918), Antti Favén (1930) och Bilderna tala (1945). Han erhöll professors titel 1947. Haartman är representerad vid bland annat Nationalmuseum i Stockholm.
Haartmans hem i Nådendal, uppfört 1926 enligt ritningar av Erik Bryggman, bevaras som en fristad för forskare. Huset, som representerar arkitektens tidiga italienskinspirerade klassicism, skyddades 1979 enligt byggnadsskyddslagen.